# Phú Hưng, Ý Yên
Phú Hưng là một xã thuộc huyện Ý Yên, tỉnh Nam Định, Việt Nam.

## Địa lý
Xã Phú Hưng nằm ở phía tây bắc huyện Ý Yên, có vị trí địa lý:
- Phía đông giáp xã Yên Chính và xã Yên Khánh
- Phía tây giáp tỉnh Ninh Bình
- Phía nam giáp xã Yên Phong
- Phía bắc giáp xã Trung Nghĩa và xã Yên Thọ.

Xã Phú Hưng có diện tích 19,19 km², dân số năm 2022 là 19.849 người, mật độ dân số đạt 1.034 người/km².

## Lịch sử
Địa bàn xã Phú Hưng trước đây vốn là ba xã Yên Hưng, Yên Phú, Yên Phương thuộc huyện Ý Yên.
Ngày 23 tháng 7 năm 2024, Ủy ban Thường vụ Quốc hội ban hành Nghị quyết số 1104/NQ-UBTVQH15 về việc sắp xếp đơn vị hành chính cấp huyện, cấp xã trên địa bàn tỉnh Nam Định (nghị quyết có hiệu lực từ ngày 1 tháng 9 năm 2024). Theo đó, thành lập xã Phú Hưng trên cơ sở nhập toàn bộ diện tích tự nhiên là 6,91 km², quy mô dân số là 4.937 người của xã Yên Hưng; toàn bộ diện tích tự nhiên là 6,17 km², quy mô dân số là 8.187 người của xã Yên Phú và toàn bộ diện tích tự nhiên là 6,11 km², quy mô dân số là 6.725 người của xã Yên Phương.
Sau khi thành lập, xã Phú Hưng có diện tích tự nhiên là 19,19 km² và quy mô dân số là 19.849 người.